# Lounge Act
 (novembre 2021).
Si vous disposez d'ouvrages ou d'articles de référence ou si vous connaissez des sites web de qualité traitant du thème abordé ici, merci de compléter l'article en donnant les références utiles à sa vérifiabilité et en les liant à la section « Notes et références ».
Pistes de Nevermind
Drain You
(8) Stay Away
(10)
Lounge Act est la 9e piste de l'album Nevermind du groupe Nirvana et dure 2 min 37.
Selon M. Crisafulli, la ligne de basse tranchante que Novoselic utilise pour ouvrir cette chanson ne semble pas annoncer un morceau de jazz de bar ; mais le groupe avait l'habitude de dire en plaisantant que l'ambiance élastique du morceau avait le swing pâteux des groupes médiocres qui jouent des reprises dans les salons des hôtels.
De là ce qui était au départ une jam sans paroles reçut un surnom (la musique de bar d'hôtel « Lounge Act ») qui lui resta. Lorsque Kurt Cobain eut écrit les paroles, peu de temps avant son enregistrement lors des sessions Smart, le texte de la chanson n'avait plus grand rapport avec son titre.
Dans la chanson, Kurt Cobain revint sur le sentiment de déchirure entre amour et art. Même si la chanson ne manque pas de sympathie pour la personne à laquelle le chanteur s'adresse, celui-ci fulmine contre la sécurité étouffante d'une relation, qui coupe le couple du reste du monde quand la moitié de ce couple veut l'explorer de manière plus approfondie. Le morceau fait également référence d'une façon détournée aux membres de la scène d'Olympia qui ont pu inspirer Cobain et lui montrer qu'il était sur la bonne voie. L'amie qui apparait dans les paroles est probablement Tobi Vail[réf. nécessaire], une connaissance de Cobain qui joua un rôle déterminant dans le mouvement riot grrrl qui prit dans le nord-ouest au début des années 1990.
Sur Nevermind, Lounge Act se termine par une plaisanterie de studio. Le groupe, incapable de trouver une fin qui leur convenait, se contenta de ralentir progressivement la bande pour créer un decrescendo plaintif.